# NGC 5588
NGC 5588 (również NGC 5589, PGC 51300 lub UGC 9197) – galaktyka spiralna z poprzeczką (SBa), znajdująca się w gwiazdozbiorze Wolarza.
Odkrył ją William Herschel 1 maja 1785 roku. 9 maja 1826 roku galaktykę obserwował John Herschel, lecz błędnie uznał, że odkrył nowy obiekt. John Dreyer w swoim New General Catalogue skatalogował obie obserwacje Herschelów jako, odpowiednio, NGC 5589 i NGC 5588.